# Viverra zibetha
Espèce
Statut de conservation UICN

 LC  : Préoccupation mineure
La Grande civette de l'Inde, le zibet ou zibeth (Viverra zibetha) est une espèce de mammifères carnivores.
La Grande civette de l’Inde est nommée par les anglophones « Large Indian civet » (grande civette indienne), en opposition avec « Small Indian civet » (petite civette indienne), ou Viverricula indica , avec laquelle il ne faut pas la confondre et qui appartient au genre Viverricula.

## Répartition
La grande civette de l'Inde vit au Népal, dans le Nord-Est de l'Inde, au Bhoutan, au Bangladesh, en Asie du Sud-Est et dans le Sud de la Chine.

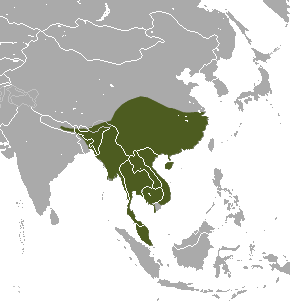
Aire de répartition de la grande civette de l'Inde

## Description

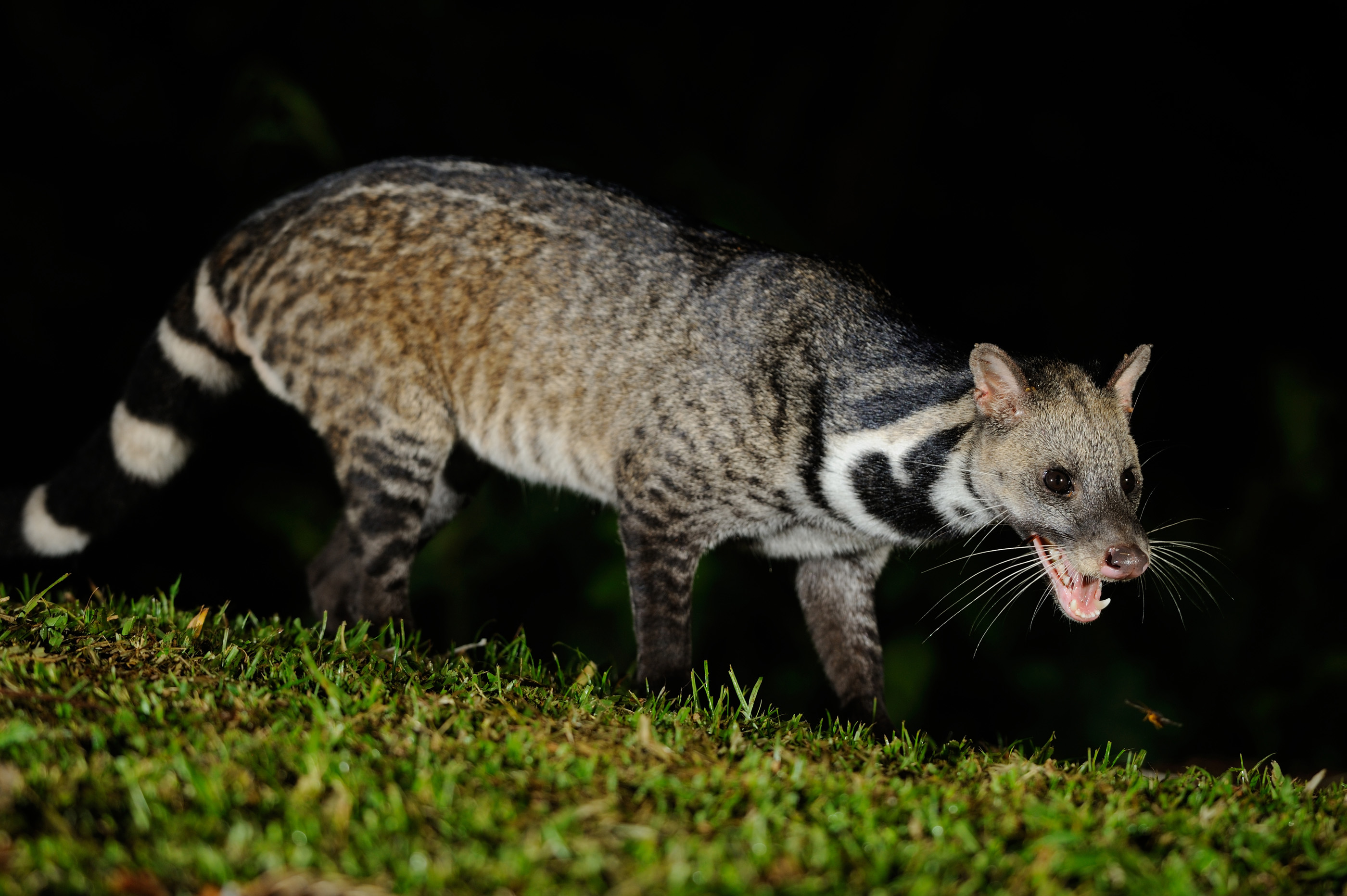
Grande civette d'Inde, parc national de Kaeng Krachan, Thaïlande

La zibeth mesure 75-85 cm de long (corps et tête), a une queue de 38 à 46,2 cm et pèse 8-9 kg.
Son pelage est généralement gris ou brun. Son corps est parsemé de rayures et de taches. Sa queue est noire avec des anneaux blancs. 
Elle possède des griffes rétractiles.
C'est un animal nocturne qui passe la plupart de son temps au sol ; elle grimpe rarement dans les arbres et jamais très haut. Elle dort dans la journée.

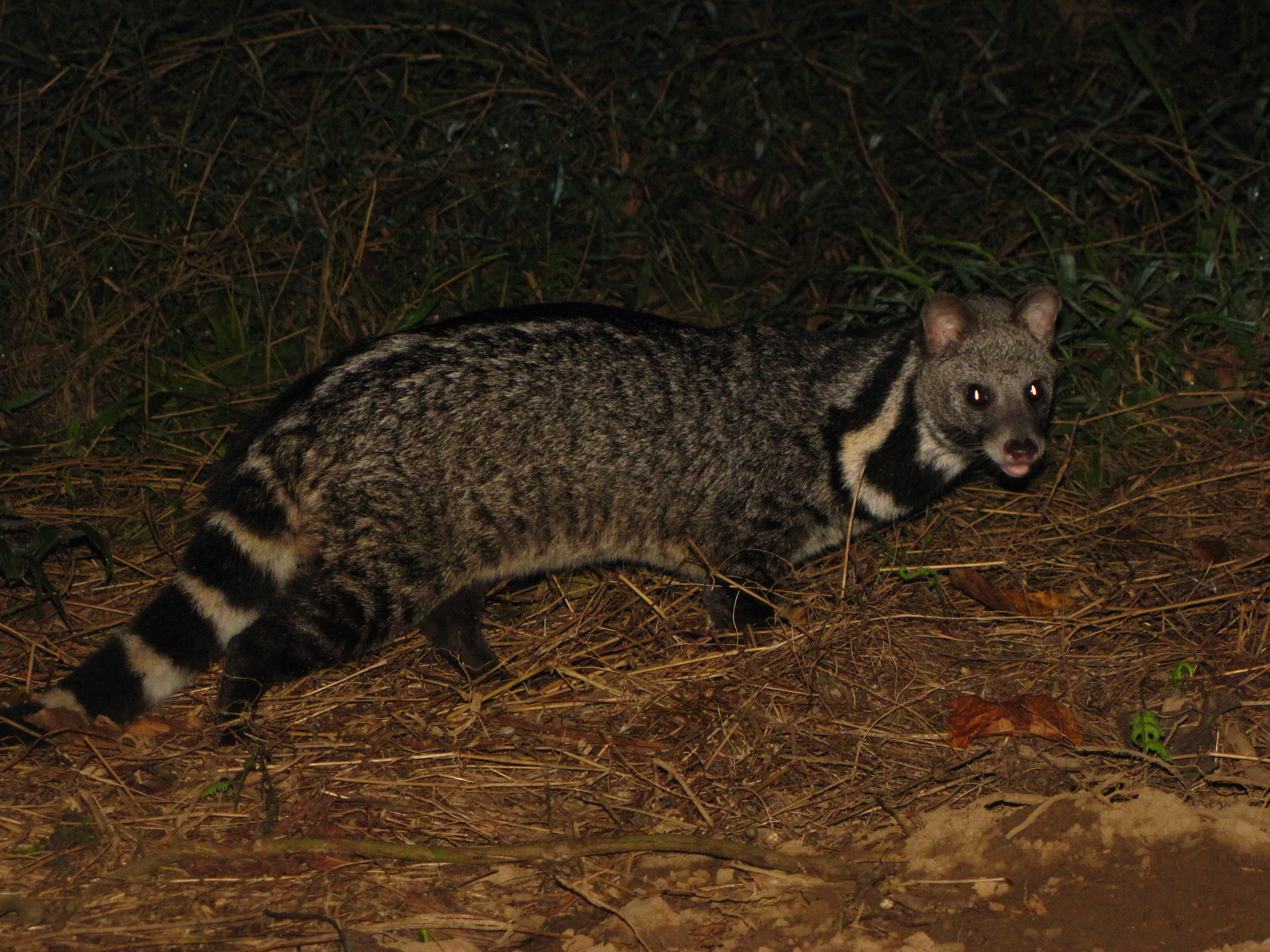
Grande civette de l'Inde dans le parc national de Namdapha (Inde)

## Habitat
Elle vit plus souvent dans les forêts tropicales secondaires que primaires et aime les endroits couverts d'épais buissons.
Elle se trouve aussi dans les décharges et les poulaillers.

## Alimentation
La grande civette de l'Inde est carnivore.
Elle mange des oiseaux et des œufs, des amphibiens, des serpents, des scorpions, des petits mammifères, des crabes et du poisson ; de temps en temps des poulets, des canetons et des œufs de poule.
Elle se nourrit aussi parfois de fruits tombés à terre et de racines.

## Reproduction
C'est un animal solitaire : au moment des amours, la grande civette de l'Inde ne passe que quelques jours avec son partenaire.
Elle se reproduit toute l'année et a généralement 2 portées par an. Après environ 60 jours de gestation, la femelle met bas dans l'épaisseur des fourrés ou un creux d'arbre de 1 à 4 petits.
Les bébés grandes civettes ouvrent les yeux au bout de 10 jours et sont sevrés au bout d'un mois.

## Noms vernaculaires
thaï :ชะมดแผงหางปล้อง
lao :ເຫງັນແຜງຫາງກ່ານ